# Артюшенко, Зинаида Трофимовна
Зинаи́да Трофи́мовна Артюше́нко (1916—2003) — советский и российский ботаник-морфолог, доктор биологических наук, профессор.

## Биография
В 1937 году окончила биологический факультет Ленинградского государственного университета.
С 1939 по 1941 год учится в аспирантуре Сельскохозяйственного института. После перерыва, вызванного ВОВ, с 1945 года — аспирант Ботанического института.
В 1949 году защитила кандидатскую диссертацию (научный руководитель В. Г. Александров), и с этого по 1995 год является научным сотрудником Ботанического института имени В. Л. Комарова.
В 1955 году подписала «Письмо трёхсот», ставшее впоследствии причиной отставки Т. Д. Лысенко с поста президента ВАСХНИЛ.
В 1967 году защитила докторскую диссертацию на тему «Амариллисовые СССР».

## Избранные труды
Автор и соавтор около 100 работ, среди которых особенно значительны шесть выпусков атласа по морфологии высших растений (1956—1990):
- Фёдоров Ал. А., Кирпичников М. Э., Артюшенко З. Т. Атлас по описательной морфологии высших растений : Лист = Organographia illustrata plantarum vascularium : Folium / под общ. ред. П. А. Баранова. — М.—Л. : Изд-во АН СССР, 1956. — Вып. [1]. — 303 с. — 3000 экз.
- Фёдоров Ал. А., Кирпичников М. Э., Артюшенко З. Т. Атлас по описательной морфологии высших растений : Стебель и корень = Organographia illustrata plantarum vascularium : Caulis et radix / под общ. ред. П. А. Баранова. — М.—Л. : Изд-во АН СССР, 1962. — Вып. [2]. — 352 с. — 3000 экз.
- Фёдоров Ал. А., Артюшенко З. Т. Атлас по описательной морфологии высших растений : Цветок = Organographia illustrata plantarum vascularium : Flos. — Л. : Наука, 1975. — Вып. [3]. — 350 с. — 3300 экз.
- Фёдоров Ал. А., Артюшенко З. Т. Атлас по описательной морфологии высших растений : Соцветие = Organographia illustrata plantarum vascularium : Inflorescentia. — Л. : Наука, 1979. — Вып. [4]. — 295 с. — 4450 экз.
- Артюшенко З. Т., Фёдоров Ал. А. Атлас по описательной морфологии высших растений : Плод = Organographia illustrata plantarum vascularium : Fructus. — Л. : Наука, 1986. — Вып. [5]. — 392 с. — 3850 экз.
- Артюшенко З. Т. Атлас по описательной морфологии высших растений : Семя = Organographia illustrata plantarum vascularium : Semen. — Л. : Наука, 1990. — Вып. [6]. — 204 с. — 3800 экз. — ISBN 5-02-026543-8.

## Награды и премии
- Медаль «За доблестный труд в Великой Отечественной войне 1941—1945 гг.» (1946)
- Премия имени В. Л. Комарова (1957) — за работу «Атлас по описательной морфологии высших растений. Лист»